# حسين أباد (كاخك)
حسين أباد (بالفارسية: حسین‌آباد) هي مستوطنة تقع في قسم كاخك الريفي في إيران.